# 文岩街道
文岩街道，旧称万寿街道，是中华人民共和国河南省新乡市延津县下辖的一个街道办事处。

## 行政区划
文岩街道下辖以下村级行政区划单位：
西街社区、北街社区、南街社区、东街社区、三里庄社区、曹乡固村、王乡固村、崔乡固村、文岩村、小潭村、史良村、孔潭村、大潭村、小街新村、叶沟村、青庄村和甘泉村。